# دون سیمن
دون سیمن (انگلیسی: Don Symon; ۲۰ مهٔ ۱۹۶۰ – ) قایقران روئینگ اهل نیوزیلند بود.
وی در مسابقات کشوری و بین‌المللی در مجموع برندهٔ ۱ مدال نقره، ۲ مدال برنز شده‌است.